# Yémi Apithy
Yémi Geoffrey Apithy (* 5. April 1989 in Dijon) ist ein französisch-beninischer Fechter.

## Laufbahn
Als Kind eines beninischen Vaters und einer französischen Mutter wuchs Apithy in Dijon auf. Über seinen vier Jahre älteren Bruder, den später für Frankreich startenden Säbelfechter Boladé Apithy, fand er zum Fechten. Seine Leistungen führten ihn dabei auch in die französische Juniorenauswahl. Apithy, der eine Zeit lang parallel zusätzlich Rugby spielte, unterbrach seine aktive Laufbahn, um Podologie in Belgien zu studieren. Bei den Fechtweltmeisterschaften 2011 wurde er dann zum ersten beninischen Akteur bei einer Fechtweltmeisterschaft.
Bei den Fechtafrikameisterschaften 2014 und 2015 gewann er jeweils die Silbermedaillen. Nachdem er im Gegensatz zu seinem Bruder die Qualifikation für die Olympischen Sommerspiele 2012 in London verpasst hatte, qualifizierte er sich für die Sommerspiele 2016 in Rio de Janeiro als einer von sechs beninischen Startern. Apithy war bei der Eröffnungs- wie auch der Abschlussfeier Fahnenträger Benins. Im Säbelfechten trat er in der ersten Runde gegen Max Hartung an, der sich mit 15:9 durchsetzte.

## Erfolge
Fechtafrikameisterschaften
- 2014: Silber
- 2015: Silber